# ریاضی‌دانان نامی
ریاضی دانان نامی (به انگلیسی: Men of Mathematics) نام کتابی است نوشتهٔ اریک تمپل بل، ریاضیدان اسکاتلندی، که اولین بار در سال ۱۹۳۷ در آمریکا در دو جلد انتشار یافت. پس از پیش‌درآمدی کوتاه دربارهٔ سه ریاضی‌دان دوران باستان، بقیه کتاب به زندگی ۴۰ ریاضی‌دان که در قرن‌های هفدهم، هجدهم و نوزدهم میلادی زندگی و کار می‌کردند، می‌پردازد. تأکید این کتاب بر ریاضی‌دانان جریان اصلی‌ست.
برای جلب علاقه خوانندگان، این کتاب بیشتر به جنبه‌های غیرعادی یا دراماتیک زندگی سوژه‌های خود می‌پردازد. ریاضی‌دانان نامی الهام‌بخش جوانان بسیاری از جمله جان فوربس نش در مسیر ریاضی‌دان شدن بوده‌است. این کتاب ادعایی در مورد دقت تاریخی ندارد و حکایت‌هایی را که در مورد ریاضی‌دانان نقل شده نیز دربرمی‌گیرد. تصویری که بل از ریاضی‌دانان، شخصیت، پژوهش‌ها و مباحثه‌هایشان ارائه می‌دهد، تصویری آرمانگرایانه است.

## فصل‌ها

### قسمت اول
- مدخل
- زنون، اودوکسوس، ارشمیدس
- دکارت
- فرما
- پاسکال
- نیوتن
- لایبنیتس
- برنولی
- اویلر
- لاگرانژ
- لاپلاس
- مونژ، فوریه
- پونسله
- گاوس
- کوشی
- لباچفسکی
- آبل
- ژاکوبی
- همیلتون
- گالوا
- سیلوستر، کیلی
- وایراشتراس، کووالوسکایا
- بول
- چارلز هریت
- کرونکر
- ریمان
- کومر
- پوانکاره
- کانتور

### قسمت دوم
- سوفوس لی
- داوید هیلبرت
- امینوتر
- رامانوجان